# Callopistria centrimacula
Callopistria centrimacula är en fjärilsart som beskrevs av George Francis Hampson 1918. Callopistria centrimacula ingår i släktet Callopistria och familjen nattflyn. Inga underarter finns listade i Catalogue of Life.